# Йовчо Караиванов
Йовчо Димитров Караиванов е български народен певец, представител на тракийската народно-певческа школа и педагог.

## Биография

### Ранни години
Йовчо Караиванов е роден на 18 март 1926 г. в село Селиминово, Сливенско, в семейство на потомствени народни певци и свирачи. Работи като шивашки чирак, а по-късно и като шивач в Сливенските текстилни фабрики. След 9 септември 1944 г. получава стипендия и завършва с отличие гимназия. През 1947 г. завършва средното си образование в Сливен, а по-късно – Юридическия факултет на Софийския университет. Въпреки юридическото си образование, Йовчо Караиванов се посвещава изцяло на тракийската народна песен, превръщайки я в мисия на живота си.

### Музикална кариера
През 1949 г. гласът му за първи път прозвучава по Радио „София“. От 1951 до 1952 г. е солист в Държавния ансамбъл за народни песни и танци – един от първите му солисти. Изнася концерти в СССР (1954), КНР и Монголия (1955), Швейцария и Франция (1958), Ирак и Ливан. Към Концертна дирекция – София (1954) Йовчо Караиванов създава и ръководи популярната на времето група „Българска песен“. Той е един от най-ярките представители на тракийската народно-певческа школа. Благодарение на талантливите си изпълнения и характерния си глас Караиванов популяризира тракийските песни. Ставайки много популярни, те влизат трайно в репертоара на много самодейни и професионални народни хорове, а по-късно се превръщат в школа за млади народни певци. От 1949 г. е постоянен сътрудник на Радио „София“, „Балкантон“ и Българската национална телевизия. В последните години от живота си работи като музикален редактор в Българско национално радио, отговарящ за чистотата на музикалните диалекти при песните, които предстои да бъдат записани. Йовчо Караиванов отдава силите си за запазването на народната музика. Години от живота си посвещава и на педагогическа дейност. Ученици на Караиванов са Красимир Станев, Слави Бойчев, Тодор Кожухаров, Славка Бойчева, Бинка Добрева, Данислав Кехайов. Много от песните му са станали част от репертоара на българските ансамбли и са школа за младите певци. В своите търсения той често се е допитвал до фолклористи от БАН, интересувал се е от историите около създаването на народните образци. Йовчо Караиванов е от народните певци, отворени към различните музикални жанрове и изкуства. Известни са неговите пристрастия към операта, театъра, литературата.
Носител е на орден „Кирил и Методий“ – III степен, на медалите „25 години народна власт“ и „1300 години България“, както и на званието „Заслужил артист“.
На 31 март 1996 г. в НДК с голям фолклорен концерт е отбелязан 70-годишният юбилей на Караиванов. Поздрави към певеца отправят негови колеги и ученици. Часове след концерта Йовчо Караиванов умира. По негово желание е погребан в родното му село.
Понастоящем в село Селиминово, Сливенско, се провежда конкурсът за млади изпълнители на народни песни „С песните на Йовчо Караиванов“.

## Дискография

### Сингли на 78 оборота (твърди плочи), издадени от „Балкантон“
- „Забрави си Марко аленото конче“/ „Кандисах, мамо, бактисах“ – изд. номер 1210[6]
- „Добра из пътя вървеше“/ „Дона на порте стоеше“ – изд. номер 1266[7]
- „Зла зима“/ „Дафина жито жънеше“ – изд. номер 1546[8]
- „Съмна, бульо“/ „Прочу се Вела“ – изд. номер 1787[9]

### Малки плочи, издадени от „Балкантон“
- „Йовчо Караиванов с орк., рък. К. Колев“ – 2529[10]
- „Изпълнения на Йовчо Караиванов“ – ВНМ 5915[11]
- „Пее Йовчо Караиванов“ – ВНМ 5924[12]
- „Изпълнения на Йовчо Караиванов“ – ВНМ 6290 (1973)[13]
- „Йовчо Караиванов“ – ВНВ 10225[14]

### Дългосвирещи плочи, издадени от „Балкантон“
- „Изпълнения на Йовчо Караиванов“ – ВНА 1121[15]
- „Йовчо Караиванов“/ „Калинка Вълчева“ – ВНА 1851 (1975)[16]
- „Лиляна Галевска“/ „Йовчо Караиванов“ – ВНА 10135 (1978)[17]
- „Йовчо Караиванов. Тракийски народни песни“ – ВНА 10925 (1982)[18]
- „Йовчо Караиванов“ – ВНА 11876 (1986)[19]

### Компактдискове
- „Златни песни“ (1996) – издател: „Мега музика“

## Репертоар
В репертоара си Йовчо Караиванов има над 300 песни, от които 250 са във фонотеката на БНР. Известни песни от неговия репертоар са: „Когато бях овчарче“, „Съмна, бульо“, „Заплакала е гората“, „Руске ле, капка росице“, „Баба била злояда“, „Болен ми лежи войвода“, „Лалуш войвода“, „Ерушин войвода“, „Дона на порти седеше“, „Искал Караджа Гергина“, „Зажени се Янка“, „През гора вървяха“, „Мари Яно“, „Забрави си Марко аленото конче“, „Байряк се развява“, „Стоян през гора вървеше“, „Ах, мари, запяло е пиле“, „Бойчо на Бойка думаше“, „Съня сънувах“ и мн. др.